# Psychoda pellucida
Psychoda pellucida är en tvåvingeart som beskrevs av Quate 1962. Psychoda pellucida ingår i släktet Psychoda och familjen fjärilsmyggor. Inga underarter finns listade i Catalogue of Life.